# Splošna plinska enačba
Splòšna plínska enáčba je termična enačba stanja za idealni plin, izražena s specifično prostornino {\displaystyle v\,} in specifično plinsko konstanto {\displaystyle r\,}:
{\displaystyle pv=rT={\frac {1}{M}}RT\!\,,}
s prostornino {\displaystyle V\,}, ki jo plin zaseda:
{\displaystyle pV=mrT=nMrT={\frac {m}{M}}RT=nRT=Nk_{\rm {B}}T\!\,,}
s (specifično) molsko prostornino {\displaystyle V_{\rm {m}}\,}:
{\displaystyle pV_{\rm {m}}=MrT=RT\!\,}
ali z gostoto {\displaystyle \rho \,}:
{\displaystyle p=\rho rT={\frac {\rho }{M}}RT\!\,.}
Pri tem je {\displaystyle p\,} tlak plina, {\displaystyle m\,} masa, {\displaystyle M\,} molska masa, {\displaystyle n\,} število molov plina (množina snovi), {\displaystyle N=nN_{\rm {A}}\,} dejansko število delcev, {\displaystyle N_{\rm {A}}\,} Avogadrovo število, {\displaystyle R\,} splošna plinska konstanta, {\displaystyle T\,} absolutna temperatura plina in {\displaystyle k_{\rm {B}}\,} Boltzmannova konstanta. 
Splošna plinska enačba se imenuje tudi enačba Clapeyron-Mendelejeva, po Benoitu Paulu Émileu Clapeyronu in Dimitriju Ivanoviču Mendelejevu. Clapeyron jo je leta 1834 prvi zapisal po izkustveni poti, Mendelejev pa na sodobni način prek plinskih zakonov. V današnji obliki je nastala leta 1874. Oblika:
{\displaystyle pV={\frac {m}{M}}RT\!\,}
se imenuje tudi Mendelejev-Clapeyronova enačba.

## Veljavnost
Enačba stanja idealnega plina se lahko izvede z metodami statistične fizike, kjer se izhaja od vnaprej navedene definicije idealnega plina. Splošna plinska enačba v eni enačbi združuje Boylov, Gay-Lussacov in Amontonsov zakon. Enačba izhaja iz statistično-mehanske obravnave preprostih enakih delcev (točkastih delcev brez notranje zgradbe), ki drug na drugega ne vplivajo, in si v prožnih trkih izmenjujejo gibalno količino ter s tem kinetično energijo.
Ker ne upošteva velikosti molekul in medmolekulskih sil, velja splošna plinska enačba najbolj točno za enoatomne pline pri visokih temperaturah in nizkih tlakih. Velikost molekul pri velikih prostorninah, to je pri nizkih tlakih, postane zanemarljiva. Relativna pomembnost medmolekulskih sil se zmanjša pri povečani termični kinetični energiji, to je pri povečanih temperaturah. Bolj točne enačbe stanj, kot je na primer Van der Waalsova enačba, upoštevajo vplive velikosti molekul in medmolekulskih sil, ki povzročajo neidealna stanja.

## Značilnosti
Oblika:
{\displaystyle p={\frac {\rho }{M}}RT\!\,}
povezuje tlak, gostoto in temperaturo neodvisno od količine obravnavanega idealnega plina. 
Oblika iz statistične mehanike nakazuje, da je:
{\displaystyle Nk_{\rm {B}}=nR\!\,}
in ujemanje s podatki poskusa je dobra kontrola načel statistične mehanike. Od tod izhaja, da je za produkt povprečne mase delca {\displaystyle \mu \,} in atomske masne konstante {\displaystyle m_{\rm {u}}} (masa je {\displaystyle \mu \,} u):
{\displaystyle N={\frac {m}{\mu m_{\rm {u}}}}\!\,,}
tako da je:
{\displaystyle p={\frac {1}{V}}{\frac {m}{\mu m_{\rm {u}}}}k_{\rm {B}}T={\frac {k_{\rm {B}}}{\mu m_{\rm {u}}}}\rho T\!\,.}

## Računanjetermičnih količinv spremembah
| sprememba                                      | politropni indeks {\displaystyle n\,} | konstantno {\displaystyle p\,}, {\displaystyle V\,}, {\displaystyle T\,}, {\displaystyle Q\,} ali {\displaystyle pV^{n}\,} | znano                         | {\displaystyle p_{2}\,}                                               | {\displaystyle V_{2}\,}                                         | {\displaystyle T_{2}\,}                                                 |
| ---------------------------------------------- | ------------------------------------- | --- | ----------------------------- | --------------------------------------------------------------------- | --------------------------------------------------------------- | ----------------------------------------------------------------------- |
| izobarna                                       | 0                                     | tlak {\displaystyle p_{2}=p_{1}\,}                                                                                         | {\displaystyle V_{2}/V_{1}\,} | {\displaystyle p_{1}\,}                                               | {\displaystyle V_{1}\left(V_{2}/V_{1}\right)\,}                 | {\displaystyle T_{1}\left(V_{2}/V_{1}\right)\,}                         |
| izobarna                                       | 0                                     | tlak {\displaystyle p_{2}=p_{1}\,}                                                                                         | {\displaystyle T_{2}/T_{1}\,} | {\displaystyle p_{1}\,}                                               | {\displaystyle V_{1}\left(T_{2}/T_{1}\right)\,}                 | {\displaystyle T_{1}\left(T_{2}/T_{1}\right)\,}                         |
| izohorna                                       | {\displaystyle \infty \,}             | prostornina {\displaystyle V_{2}=V_{1}\,}                                                                                  | {\displaystyle p_{2}/p_{1}\,} | {\displaystyle p_{1}\left(p_{2}/p_{1}\right)\,}                       | {\displaystyle V_{1}\,}                                         | {\displaystyle T_{1}\left(p_{2}/p_{1}\right)\,}                         |
| izohorna                                       | {\displaystyle \infty \,}             | prostornina {\displaystyle V_{2}=V_{1}\,}                                                                                  | {\displaystyle T_{2}/T_{1}\,} | {\displaystyle p_{1}\left(T_{2}/T_{1}\right)\,}                       | {\displaystyle V_{1}\,}                                         | {\displaystyle T_{1}\left(T_{2}/T_{1}\right)\,}                         |
| izotermna                                      | 1                                     | temperatura {\displaystyle T_{2}=T_{1}\,}                                                                                  | {\displaystyle p_{2}/p_{1}\,} | {\displaystyle p_{1}\left(p_{2}/p_{1}\right)\,}                       | {\displaystyle V_{1}/\left(p_{2}/p_{1}\right)\,}                | {\displaystyle T_{1}\,}                                                 |
| izotermna                                      | 1                                     | temperatura {\displaystyle T_{2}=T_{1}\,}                                                                                  | {\displaystyle V_{2}/V_{1}\,} | {\displaystyle p_{1}/\left(V_{2}/V_{1}\right)\,}                      | {\displaystyle V_{1}\left(V_{2}/V_{1}\right)\,}                 | {\displaystyle T_{1}\,}                                                 |
| izentropna (povračljiva adiabata)              | {\displaystyle \kappa \,}             | entropija {\displaystyle Q_{2}=Q_{1}\,} in {\displaystyle p_{1}V_{1}^{\kappa }=p_{2}V_{2}^{\kappa }\,}                     | {\displaystyle p_{2}/p_{1}\,} | {\displaystyle p_{1}\left(p_{2}/p_{1}\right)\,}                       | {\displaystyle V_{1}\left(p_{2}/p_{1}\right)^{-1/\kappa }\,}    | {\displaystyle T_{1}\left(p_{2}/p_{1}\right)^{(\kappa -1)/{\kappa }}\,} |
| izentropna (povračljiva adiabata)              | {\displaystyle \kappa \,}             | entropija {\displaystyle Q_{2}=Q_{1}\,} in {\displaystyle p_{1}V_{1}^{\kappa }=p_{2}V_{2}^{\kappa }\,}                     | {\displaystyle V_{2}/V_{1}\,} | {\displaystyle p_{1}\left(V_{2}/V_{1}\right)^{-\kappa }\,}            | {\displaystyle V_{1}\left(V_{2}/V_{1}\right)\,}                 | {\displaystyle T_{1}\left(V_{2}/V_{1}\right)^{1-\kappa }\,}             |
| izentropna (povračljiva adiabata)              | {\displaystyle \kappa \,}             | entropija {\displaystyle Q_{2}=Q_{1}\,} in {\displaystyle p_{1}V_{1}^{\kappa }=p_{2}V_{2}^{\kappa }\,}                     | {\displaystyle T_{2}/T_{1}\,} | {\displaystyle p_{1}\left(T_{2}/T_{1}\right)^{\kappa /(\kappa -1)}\,} | {\displaystyle V_{1}\left(T_{2}/T_{1}\right)^{1/(1-\kappa )}\,} | {\displaystyle T_{1}\left(T_{2}/T_{1}\right)\,}                         |
| politropna                                     | –                                     | razmerje prenosa energije {\displaystyle p_{2}V_{2}^{n}=p_{1}V_{1}^{n}\,}                                                  | {\displaystyle p_{2}/p_{1}\,} | {\displaystyle p_{1}\left(p_{2}/p_{1}\right)\,}                       | {\displaystyle V_{1}\left(p_{2}/p_{1}\right)^{-1/n}\,}          | {\displaystyle T_{1}\left(p_{2}/p_{1}\right)^{(n-1)/n}\,}               |
| politropna                                     | –                                     | razmerje prenosa energije {\displaystyle p_{2}V_{2}^{n}=p_{1}V_{1}^{n}\,}                                                  | {\displaystyle V_{2}/V_{1}\,} | {\displaystyle p_{1}\left(V_{2}/V_{1}\right)^{-n}\,}                  | {\displaystyle V_{1}\left(V_{2}/V_{1}\right)\,}                 | {\displaystyle T_{1}\left(V_{2}/V_{1}\right)^{1-n}\,}                   |
| politropna                                     | –                                     | razmerje prenosa energije {\displaystyle p_{2}V_{2}^{n}=p_{1}V_{1}^{n}\,}                                                  | {\displaystyle T_{2}/T_{1}\,} | {\displaystyle p_{1}\left(T_{2}/T_{1}\right)^{n/(n-1)}\,}             | {\displaystyle V_{1}\left(T_{2}/T_{1}\right)^{1/(1-n)}\,}       | {\displaystyle T_{1}\left(T_{2}/T_{1}\right)\,}                         |
| 1 - začetno stanje 2 - končno stanje κ = cp/cv |                                       | |                               |                                                                       |                                                                 |                                                                         |

## Izpeljave

### Izkustveno
Splošna plinska enačba izhaja iz dveh izkustvenih plinskih zakonov: sestavljenega plinskega zakona in Avogadrovega zakona. V sestavljenem plinskem zakonu velja:
{\displaystyle {\frac {pV}{T}}={\textrm {konst.}}\!\,}
Konstanta je neposredno sorazmerna z množino plina {\displaystyle n\,} (Avogadrov zakon). Faktor sorazmernosti je splošna plinska konstanta:
{\displaystyle {\frac {\textrm {konst.}}{n}}=R\!\,.}
Od tod sledi splošna plinska enačba:
{\displaystyle pV=nRT\!\,.}

### Teoretično
Splošna plinska enačba izhaja iz prvih načel prek kinetične teorije plinov. Po tej poti je treba privzeti nekaj preprostih predpostavk, med katerimi sta glavni:
- molekule ali atomi idealnega plina so točkasta telesa, ki imajo določeno maso, prostornina pa je zanemarljiva,
- pri trkih med seboj in steno posode se obnašajo prožno, tako da se ohranjata linearna gibalna količina in kinetična energija.